# GKS Bełchatówstadion
Het GKS Stadion is een multifunctioneel stadion in de Poolse stad Bełchatów. Het bouwwerk doet vooral dienst als voetbalstadion en is de thuisbasis van de Poolse voetbalclub GKS Bełchatów. Het complex werd geopend in 1977 en heeft een capaciteit van 5.238 toeschouwers.
Het Pools voetbalelftal speelde in dit stadion af en toe een interland in de jaren negentig, zoals op 27 augustus 1996 tegen Cyprus (2-2). Op 13 mei 2008 was het stadion het decor van de finale van de strijd om de Poolse beker tussen Legia Warschau en Wisła Kraków (4-3).
In de seizoenen 2019/2020 en 2020/2021 maakte Raków Częstochowa tijdelijk gebruik van het stadion voor wedstrijden in de Ekstraklasa en de Poolse beker.